# بی-میرزا (شهرستان قره‌کولجه)
بی-میرزا (به لاتین: Biy-Myrza) یک منطقهٔ مسکونی در قرقیزستان است که در شهرستان قره‌کولجه واقع شده‌است. بی-میرزا ۳٬۸۸۳ نفر جمعیت دارد و ۱٬۳۶۵ متر بالاتر از سطح دریا واقع شده‌است.